# Šas
Šas (cyr. Шас) – wieś w Czarnogórze, w gminie Ulcinj. W 2011 roku liczyła 239 mieszkańców.